# Stavenisse
Stavenisse ist ein Dorf der niederländischen Gemeinde Tholen in der Provinz Zeeland. Am 1. Januar 2024 zählte es 1.695 Einwohner.
Stavenisse gehörte bei der Flutkatastrophe von 1953 zu den am schwersten betroffenen Gemeinden. Bis 1971 war Stavenisse eine selbständige Gemeinde auf der Insel Tholen.

## Weblinks

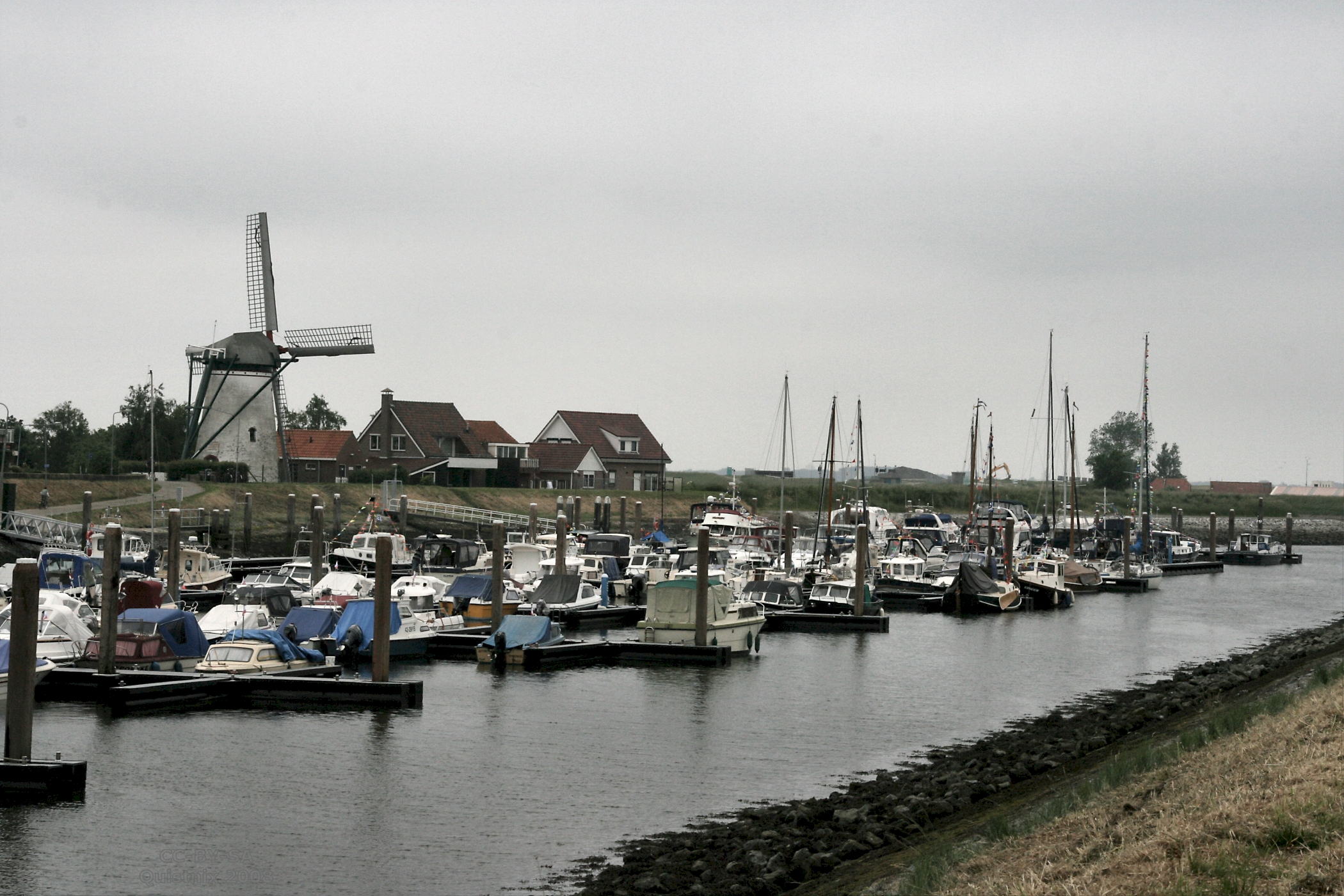
Der Hafen mit Mole